# Nino Bertocchi
Giuseppe Bertocchi, detto Nino (Bologna, 9 luglio 1900 – Monzuno, 23 giugno 1956), è stato un pittore, scrittore, critico d'arte e architetto italiano. 
Partecipò alle più importanti rassegne nazionali d'arte e intervenne, con particolare attenzione all'ambiente bolognese, nel dibattito storico-artistico dell'epoca.

## Biografia
Nino Bertocchi nacque a Bologna il 9 luglio 1900. Uomo di ampi interessi culturali, si avvicinò dapprima all'architettura, per poi dedicarsi alla scrittura e alla critica d'arte oltre che alla pittura, sua passione primaria e precoce. Da artista autodidatta amava particolarmente i macchiaioli toscani, Bertelli, Courbet e soprattutto Cézanne. 
Nel 1920, con l'amico pittore Ferruccio Giacomelli pubblicò il numero unico della rivista Pittura, interamente dedicato al pittore bolognese Luigi Bertelli. Negli stessi anni era iniziata anche la sua attività espositiva. 
Dopo aver prestato il servizio militare, nel 1923 si laureò in ingegneria civile.

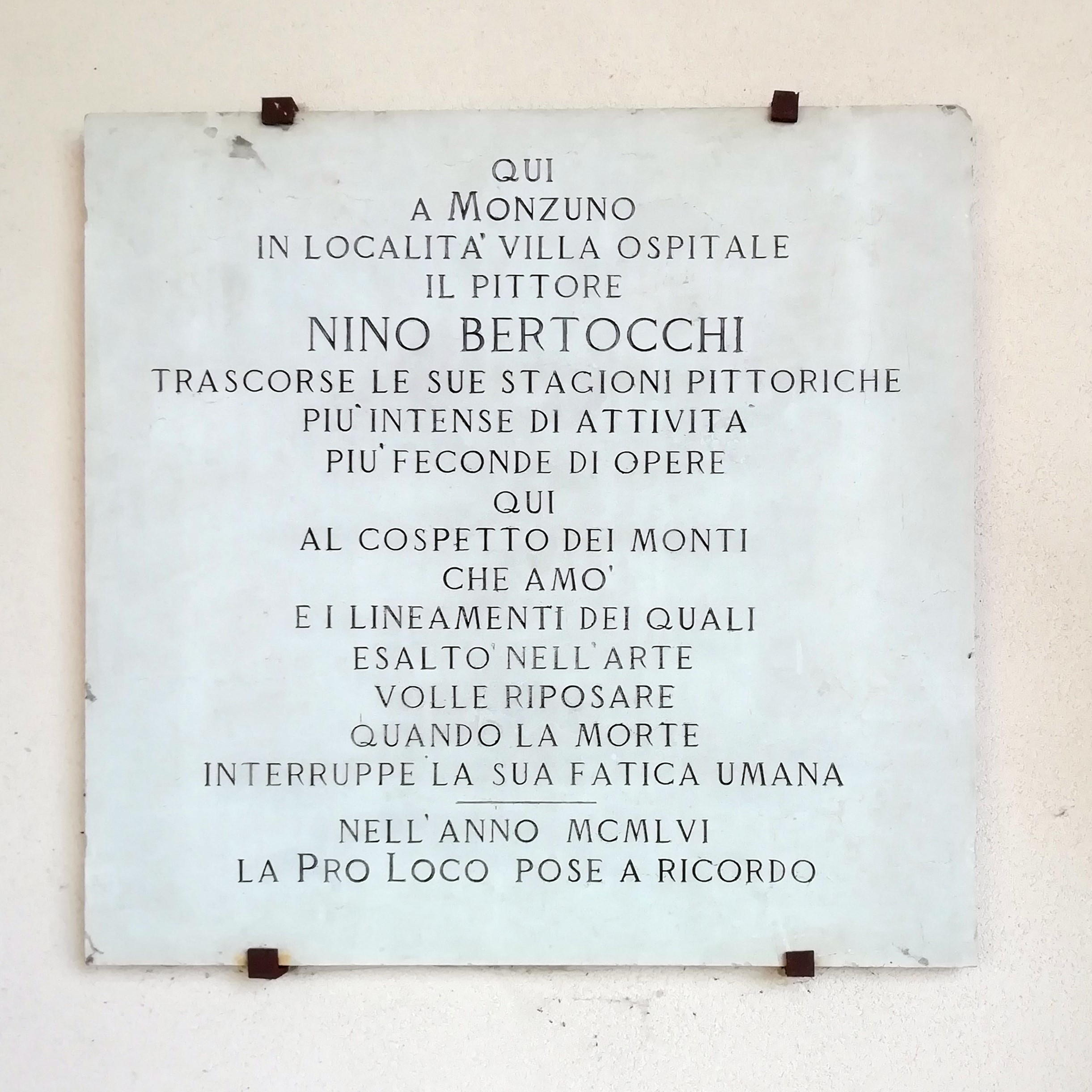
Lapide a Monuzuno in omaggio a Bertocchi

La sua prima mostra personale si tenne nel 1924 al cenacolo dell'associazione "Francesco Francia" di Bologna. Seguirono varie esposizioni collettive locali, cui parteciparono anche i suoi amici pittori: Colliva, Corazza, Corsi, Fioresi, Giacomelli, Pizziarani, Protti, Romagnoli, Saetti. Nel 1930 partecipò alla XVII Esposizione biennale internazionale d'arte di Venezia con il dipinto La sera. Seguirono poi le partecipazioni alle Biennali del 1932 (XVIII), 1936 (XX), 1948 (XXIV) e 1950 (XXV). Nel 1931 fu invitato alla I Quadriennale nazionale d'arte di Roma con due dipinti, Acqua bleu e Natura morta. In quell'occasione si occupò, per conto della rivista L'Italia letteraria, delle recensioni critiche sull'esposizione, compito che svolse con tanta vivacità da fargli ottenere la vincita, nello stesso anno, del I premio del concorso nazionale per la rassegna critica della I Quadriennale d'Arte.
Successivamente partecipò alle Quadriennali romane del 1935 (II), 1943 (IV) e 1948 (V). È da ricordare anche la presenza di Bertocchi alle mostre regionali del Sindacato artisti emiliano-romagnoli (1929), del Littoriale di Bologna (1931) e del Sindacato fascista belle arti dell'Emilia Romagna (1934).
Nel 1934 sposò Renata Colliva, sorella della pittrice Lea Colliva. Il rapporto con la cognata sarà sempre intenso e i loro interessi procederanno di pari passo con il progredire delle rispettive attività artistiche. Il 24 maggio 1940 ottenne l'insegnamento al corso di Scenografia dell'Accademia di belle arti di Bologna, ruolo che gli venne riconfermato nel 1948, dopo l'epurazione subita del 1946.
Parallelamente all'attività artistica, Bertocchi lavorava intensamente anche sul fronte della scrittura e della critica artistica. Nel 1924 iniziò a collaborare con il quotidiano bolognese Il Resto del Carlino e dal 1930 scrisse anche per il Giornale di Genova. Nel 1931, oltre ai tredici articoli composti in quattro mesi per L'Italia Letteraria sulla I Quariennale, pubblicò testi, disegni e incisioni nella rivista di arte e letteratura L'Orto, diretta da Nino Corrado Corazza e Giorgio Vecchietti. Tra il 1934 e il 1935 scrisse per le riviste fiorentine Arte Mediterranea e Il Frontespizio, diretta, quest'ultima, dallo scrittore Pietro Bargellini.
Collaborò anche ad Architrave, Casabella, Cronache, Domus, La Fiera Letteraria, Incontro, I Mediterranei, Meridiano di Roma e Primato.
Si dedicò inoltre a studi monografici su alcuni artisti dell'epoca. Nel 1935 uscì il volume Sessanta disegni di Alessandro Cervellati in cui Bertocchi, amico dell'autore, scrisse la prefazione. Pubblicò poi le monografie su Giacomo Manzù (1942), su Gianni Vagnetti (1943) e su Luigi Bartolini (1945).
Nel 1946 curò la mostra e la monografia su Luigi Bertelli, uno dei suoi primi interessi. L'anno successivo la mostra di Bologna fu trasferita alla Galleria dell'Esame di Milano, a riprova dell'interesse sorto intorno al personaggio di Bertelli. Scrisse Argan, ringraziando Bertocchi per il volume: «l'ho letto con la gioia di scoprire [...] un pittore di primo piano che non sta indietro a nessuno dei macchiaioli [...]. L'umanità di Bertelli è forse la più forte di tutto l'800 italiano». Nel 1955 Bertocchi curò la rassegna e il catalogo della mostra Pittori emiliani dell'800, contributo di primo piano per la conoscenza e per la rivalutazione dell'Ottocento pittorico locale.
Nino Bertocchi morì all'Ospitale di Monzuno il 23 giugno 1956 e venne sepolto nel cimitero comunale. Il monumento funebre a lui dedicato, opera dell'architetto Melchiorre Bega, presentava una Deposizione dell'amico Manzù in seguito trafugata.

## Riconoscimenti e mostre
Dopo la scomparsa dell'artista, nel 1956, lo scrittore Pietro Bargellini commemorò l'amico in una cerimonia organizzata all'Accademia di Belle Arti di Bologna. 
Nel 1957 venne organizzata la prima esposizione postuma sull'arte di Bertocchi alla Permanente di Milano, con la presentazione di Giulio Carlo Argan. Nel 1958, la XXIX Biennale di Venezia dedicò all'artista una mostra retrospettiva presentata da Ferruccio Giacomelli. Nel 1992, alla Galleria d'arte moderna di Bologna sarà la volta di una grande retrospettiva su Nino Bertocchi, curata da Beatrice Buscaroli Fabbri.
Una lapide lo ricorda sotto ai portici del municipio di Monzuno.

## Opere letterarie
- Nino Bertocchi, Manzù, Milano, Editoriale Domus, 1943
- Nino Bertocchi, Luigi Bertelli: 27 dicembre 1832-23 gennaio 1916, Bologna, Rupe, 1946, SBN UBO1162283.

## Archivio
Il Fondo Bertocchi Nino, conservato presso la Fondazione Quadriennale di Roma, a Roma, contiene documentazione dal 1924 al 1992. Altra documentazione si trova presso la Pinacoteca Archivio Bertocchi-Colliva a Monzuno.